# 関沢英彦
関沢 英彦（せきざわ ひでひこ、1946年7月27日 - ）は、発想コンサルタント、コピーライター、生活・広告・コミュニケーション戦略・創造性の研究者。東京経済大学名誉教授。

## 人物・来歴
東京都出身。慶應義塾大学法学部卒業。博報堂入社後、コピーライター。博報堂生活総合研究所設立と同時に、同所。主席研究員を経て、所長（1996年-2004年）。後に顧問（2004年-2015年）。現在、博報堂DYMPメディア環境研究所顧問。公益財団法人博報堂教育財団評議員。
2003年、東京経済大学コミュニケーション学部教授（2017年まで）。広告論・コミュニケーション戦略論・コンセプトと表現・日本語ワーショップなどを担当。

## 著作・翻訳

### 著書
- 『差異の戦略 「ヘテロ」が分衆時代のビジネスを制する』1985年 TBSブリタニカ ISBN 978-4484852218
- 『時代屋は、歩く目です ライフ・シーンからの発想』1983年 日本経済新聞社
- 『生活の好奇心 時代を読む力』1993年 日本経団連出版
- 『生活という速度: 歩く。見る。変わる。』新宿書房 2003年
- 『ひらがな思考術』2005年 ポプラ社 ISBN 978-4591086292
- 『コピーライター、書く語りき。コピーがひもとく日本の50年』2008年 宣伝会議
- 『偶然ベタの若者たち』2009年 亜紀書房 ISBN 978-4750509242
- 『いまどきネットだけじゃ、隣と同じ! 「調べる力」』2010年 明日香出版社
- 『女と夜と死の広告学』2016年 晃洋書房 ISBN 978-4771026803

### 共著
- 『1992年の読み方 日本と世界』金森久雄,佐伯喜一,足立真一,真野輝彦共著) 1991年 東洋経済新報社
- 天野祐吉『たのしいネーミング百科』三省堂、1995年。ISBN 4385158029。 NCID BN13721623。
- 『シチュエーションマーケティング ケータイ時代の消費を捉える新発想』 鷲田祐一, ミカエル・ビョルン共著 2002年 かんき出版
- 『The Demographic Challenge: A Handbook of Japan』(共著) 2008年 Brill
- 駒橋恵子, 関沢英彦『信頼できる会社、信頼できない会社』NTT出版、2008年。ISBN 9784757122208。 NCID BA87293546。

### 論文
- 佐藤俊樹, 玄田有史, 関沢英彦「特集鼎談 「総中流」社会は崩壊したのか」『ベストパ-トナ-』第13巻第6号、浜銀総合研究所、2001年6月、4-16頁、ISSN 09169091、NAID 40004939604。
- 関沢英彦「消費の構造改革:どうすれば上向くか 生活者の意識変革への対応がカギ」『日本経済研究センター会報』第878号、日本経済研究センター、2001年12月、18-21頁、ISSN 02855917、NAID 40002886919。
- 関沢英彦「内なる声としての広告:人称詞と広告メッセージへの同一化現象」『コミュニケーション科学』第23号、東京経済大学、2005年12月、37-60頁、ISSN 1340587X、NAID 110006602721。
- 関沢英彦「広告における女性たち」『コミュニケーション科学』第25号、東京経済大学、2007年2月、29-58頁、ISSN 1340587X、NAID 110006602964。
- 関沢英彦「夜の広告:遊歩者とカウチポテトの関係」『コミュニケーション科学』第27号、東京経済大学、2007年12月、3-31頁、ISSN 1340587X、NAID 110006647887。
- 関沢英彦「広告における死の表象」『コミュニケーション科学』第28号、東京経済大学、2008年12月、29-60頁、ISSN 1340587X、NAID 110007041016。
- 関沢英彦「コミュニケーション学部とキャリア教育」『コミュニケーション科学』第30号、東京経済大学、2009年10月、67-77頁、ISSN 1340587X、NAID 110007535656。
- 関沢英彦「物語としての国家:政府観光局ウェブサイトの分析」『コミュニケーション科学』第31号、東京経済大学、2010年2月、3-36頁、ISSN 1340587X、NAID 110007535662。
- 関沢英彦「広告行為と生活者 : いかに広告概念を拡張するか (小林保彦教授退任記念号)」『青山経営論集』第46巻第3号、2011年12月、125-139頁、doi:10.34321/12475、ISSN 0587-1654、NAID 120005433472。
- 関沢英彦「映画に描かれた「料理」と「食事」の4類型 : 一皿のコミュニケーションを巡って」『コミュニケーション科学』第39号、東京経済大学コミュニケーション学会、2014年、51-80頁、ISSN 1340-587X、NAID 120005437254。
- 関沢英彦「月の絵本 : 無生物とのコミュニケーションを描いたナラティブ」『コミュニケーション科学』第43号、東京経済大学コミュニケーション学会コミュニケーション科学編集委員会、2016年、51-83頁、ISSN 1340-587X、NAID 120005714008。